# Pallenopsis denticulata
Pallenopsis denticulata är en havsspindelart som beskrevs av Hedgpeth, J.W. 1944. Pallenopsis denticulata ingår i släktet Pallenopsis och familjen Phoxichilidiidae. Inga underarter finns listade i Catalogue of Life.